# 姆布阿省
姆布阿省（發音：[ᵐbu.a]）是斐济的14个省之一，位于北部岛屿瓦努阿岛的西部，为北部区三省之一。陆地面积1,379平方公里。该省人口为14,176（2007年统计），为斐济人口第四少的省份。